# 1976年モントリオールオリンピックのスイス選手団
1976年モントリオールオリンピックのスイス選手団（1976ねんモントリオールオリンピックのスイスせんしゅだん）は、1976年7月17日から8月1日にかけてカナダのモントリオールで開催された1976年モントリオールオリンピックのスイス選手団、およびその競技結果。

## 概要
今大会は金メダル1個、銀メダル1個、銅メダル2個の合計4個のメダルを獲得した。

## メダル
| メダル | 選手名                     | 競技 | 種目           |
| ------ | -------------------------- | ---- | -------------- |
| 銅     | ヨルグ・ロースリスベルガー | 柔道 | 男子93kg以下級 |